# 滋賀県道315号仰木雄琴線
滋賀県道315号仰木雄琴線（しがけんどう315ごう おおぎおごとせん）は、滋賀県大津市を通る一般県道である。

## 概要
大津市仰木3丁目から大津市雄琴2丁目に至る。
湖西道路を利用時の比叡山方面への連絡道。

### 路線データ
- 起点：大津市仰木3丁目（滋賀県道47号伊香立浜大津線交点）
- 終点：大津市雄琴2丁目（北雄琴交差点、滋賀県道558号高島大津線交点）
- 総延長：2.2 km

## 地理

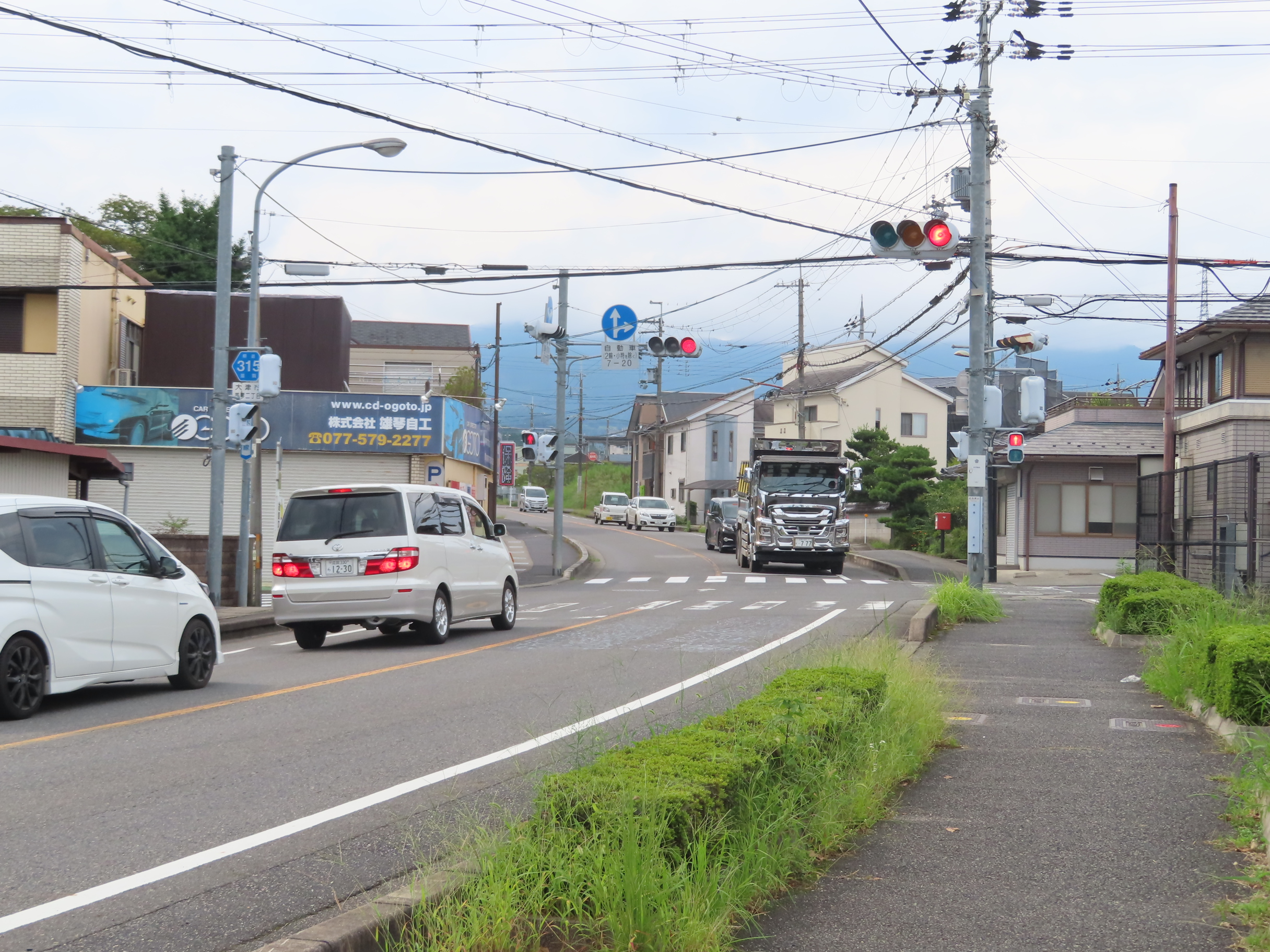
大津市雄琴2丁目
2021年9月

### 通過する自治体
- 大津市

### 交差する道路
| 交差する道路                       | 交差する場所 | 交差する場所              |
| ---------------------------------- | ------------ | ------------------------- |
| 滋賀県道47号伊香立浜大津線         | 仰木3丁目    | 起点                      |
| 国道161号 / 湖西道路               | 仰木1丁目    | 雄琴IC口交差点 仰木雄琴IC |
| 滋賀県道558号高島大津線 / 西近江路 | 雄琴2丁目    | 北雄琴交差点 / 終点       |

### 交差する鉄道
- 湖西線

### 沿線
- 大津市立仰木小学校、仰木幼稚園
- 仰木郵便局
- 大津市役所 仰木市民センター
- 滋賀県立北大津高等学校
- フレンドマート 雄琴駅前店
- JR西日本湖西線 おごと温泉駅
- 雄琴温泉